# Rexea bengalensis
Rexea bengalensis és una espècie de peix pertanyent a la família dels gempílids.

## Descripció
- Pot arribar a fer 22 cm de llargària màxima.
- 19-20 espines i 14-16 radis tous a l'aleta dorsal i 2 espines i 11-13 radis tous a l'anal.
- 34 vèrtebres.
- La línia lateral es ramifica per sota de la cinquena-sisena espines de la primera aleta dorsal (la línia lateral superior arriba, si més no, al final de la base de l'aleta dorsal tova).[6][7]

## Reproducció
Assoleix la maduresa sexual en arribar als 10 cm de longitud.

## Alimentació
Hom sap que menja calamars.

## Hàbitat
És un peix bentopelàgic i d'aigua marina i salabrosa que viu entre 143 i 820 m de fondària i entre les latituds 34°N-27°S i 40°E-155°E.

## Distribució geogràfica
Es troba a la Conca Indo-Pacífica: el canal de Moçambic, les illes Maldives, l'Índia, Sri Lanka, els mars d'Arafura i Java, l'estret de Makassar, el nord-oest i el nord-est d'Austràlia, el sud del Japó i Nova Caledònia.

## Observacions
És inofensiu per als humans.